# خزیدن (ترانه)
«خزیدن» یا «کراولینگ» (به انگلیسی: Crawling) یک از ترانه‌های گروه لینکین پارک میباشد. این ترانه پنجمین تراک از آلبوم هایبرید تئوری میباشد. این ترانه در ۲۰۰۱ عرضه شد و دومین تک‌آهنگ آنها بود که برنده جایزه گرمی برای «بهترین اجرای هارد راک» در سال ۲۰۰۲ شد. دمویی بی‌نام از این آهنگ که اشتباهاً با نام «آندر اتک» شناخته شده بود، در طول تولید آلبوم، تهیه شده بود که با نسخه اصلی آن تفاوت زیادی داشت.

## موزیک ویدئو
موزیک ویدئویی از این آهنگ نیز توسط «برادرز استراوس» کارگردانی شد. ویدئو در مورد تعارض درونی زن جوانی همراه با سوءاستفاده‌های جنسی از او میباشد. او (بازیگر توسط کتلین روزاسن) دنیا را روی خود بسته می‌کند که کریستال‌ها اطراف او ظاهر میشوند و در نهایت کریستال‌ها کنار رفته و نشان از موفقیت او همراه با جنگ داخلی‌اش میباشد. ویدئو قرار بود که پایان تاریکتری داشته باشد که مطابق به فیلم اسپیسیز ساخته شود اما برادران وارنر این پایان رد کردند و به صورت فعلی آن تصویب شد.
«خزیدن» اولین ویدئوی فینکس همراه با باند بود. فینکس به لینکین وقتی بازگشت که آنها دقیقاً کار روی ویدئو را آغاز کرده بودند. این ویدئو برای بهترین ویدئو راک برای جایزه ویدئو میوزیک ام‌تی‌وی نامزد شده بود که البته آهنگ «رولین» از لیمپ بیزکیت این رتبه از آنها ربود.

## جدول‌ها
| جدول                                    | رتبه در جدول |
| --------------------------------------- | ------------ |
| کانادا                                  | ۳            |
| بیلبورد آمریکا «۱۰۰ برتر»               | ۷۹           |
| بیلبورد آمریکا «در رادیو و تلویزیون»    | ۷۵           |
| بیلبورد آمریکا «آهنگ‌های راک مدرن»       | ۴            |
| بیلبورد آمریکا «آهنگ‌های راک مین استریم» | ۳            |
| بیلبورد آمریکا «۱۰۰ تک‌آهنگ برتر»        | ۱۴           |
| ۱۰۰ تک‌آهنگ برتر اروپا                   | ۷            |
| تک‌آهنگهای ایرلند                        | ۱۶           |
| تک‌آهنگهای بریتانیا                      | ۱۶           |
| تک‌آهنگهای استرالیا (۷۵ برتر)            | ۵            |
| تک‌آهنگهای آلمان (۱۰۰ برتر)              | ۱۴           |
| ۴۰ برتر هلند                            | ۲۵           |
| تک‌آهنگهای اتریش                         | ۸            |
| تک‌آهنگهای سوئد                          | ۲۷           |
| تک‌آهنگهای سویس                          | ۴۳           |
| تک‌آهنگهای بلژیک                         | ۲۵           |
| تک‌آهنگهای استرالیا                      | ۳۳           |
| تک‌آهنگهای نیوزیلند                      | ۳۷           |